# Die Zwölfte
Die Zwölfte ist das zwölfte deutsche Studioalbum des deutschen Liedermachers Reinhard Mey und erschien 1983 bei Intercord.

## Inhalt
Das Album beginnt mit Was in der Zeitung steht, in dem Reinhard Mey die Ungenauigkeiten der Zeitungsberichte anprangert.
Hilf mir ist ein Liebeslied.
Über das Anspruchsvolle der Gesellschaft singt der Liedermacher in Anspruchsvoll.
Das Lied Ich würde gern einmal in Dresden singen behandelt Meys Sehnsucht, einmal in der DDR singen zu dürfen. Das Lied enthält einen geografischen Fehler. Die erwähnte Grenzstadt Küstrin liegt nicht in der damaligen DDR, sondern in Polen. Den Fehler bemerkte Mey erst, als das Album schon veröffentlicht war. Allerdings lag der Ort
Küstrin-Kietz in Brandenburg und somit in der DDR (von 1954 bis 1991 nur Kietz).
Über Erlebnisse mit seiner Jacke singt Mey in An meine alte Jacke.
Den (oft tristen) Alltag einer Hausfrau beschreibt das Lied Jahr für Jahr.
Über das Thema Fliegerei hat Reinhard Mey wieder ein Lied geschrieben: Auf eines bunten Vogels Schwingen.
Das Lied Verkehrslagebericht behandelt die vielen Staus auf den Straßen auf etwas ironische Art und Weise.
Vom Fernsehkonsum der Gesellschaft erzählt das Lied Ich habe nie mehr Langeweile.
In Die erste Stunde macht sich ein Vater Gedanken um sein neugeborenes Kind.
Im Berg behandelt das Thema Bergbau.
Über das Leben nach dem Tod macht sich Mey in Du hast mir schon Fragen gestellt Gedanken.

## Titelliste
1. Was in der Zeitung steht – 3:41
2. Hilf mir – 3:05
3. Anspruchsvoll – 3:22
4. Ich würde gern einmal in Dresden singen – 3:48
5. An meine alte Jacke – 3:17
6. Jahr für Jahr – 2:32
7. Auf eines bunten Vogels Schwingen – 3:12
8. Verkehrslagebericht – 3:41
9. Ich habe nie mehr Langeweile – 3:10
10. Die erste Stunde – 3:06
11. Im Berg – 4:01
12. Du hast mir schon Fragen gestellt – 3:08